# Leonhard Carl Ludwig Felix von Klinckowström
Leonhard Carl Ludwig Felix Graf von Klinckowström (* 20. Juni 1818 in Königsberg in Preußen; † 18. März 1868 ebenda) war ein preußischer Rittergutsbesitzer und Landrat im Kreis Gerdauen (1860–1863).

## Leben
Er entstammte der Familie von Klinckowström und war ein Sohn des Karl Friedrich Ludwig von Klinckowström (1780–1844), preußischer Obristleutnant, Erbherr auf Korklak und Assaunen und der Gräfin Louise Ernestine Auguste von Blumenthal (1776–1829). Sein Großvater war Karl Friedrich von Klinckowström (1738–1816), General der preußischen Infanterie, der 1816 den preußischen Grafenstand erhalten hatte.
Graf Klinkowström war zunächst Zögling auf der Ritterakademie Brandenburg. Dann trat er dem Kürassier-Regiment Nr. 2 bei, erhielt 1837 die Beförderung zum Sekondeleutnant und nahm 1844 den Abschied, wurde später Landrat. Zudem trat er dem Johanniterorden bei und war dort zuletzt Rechtsritter.
Seine Ehefrau war Cécile von Below-Rutzau. Ihre Tochter Anna (1863–1937) heiratete den Gutsbesitzer Alfred von Janson (1852–1943), Herr auf Alt- und Neuschloß Gerdauen, der alten Burg Gerdauen. Ein Sohn aus dieser Ehe war Martin von Janson, somit Enkel des Leonhard Graf Klinckowström.